# Żuraw indyjski
Żuraw indyjski, antygona indyjska (Antigone antigone) – gatunek dużego ptaka z rodziny żurawi (Gruidae) występujący w Azji Południowej i Południowo-Wschodniej oraz w północnej Australii.

## Podgatunki i zasięg występowania

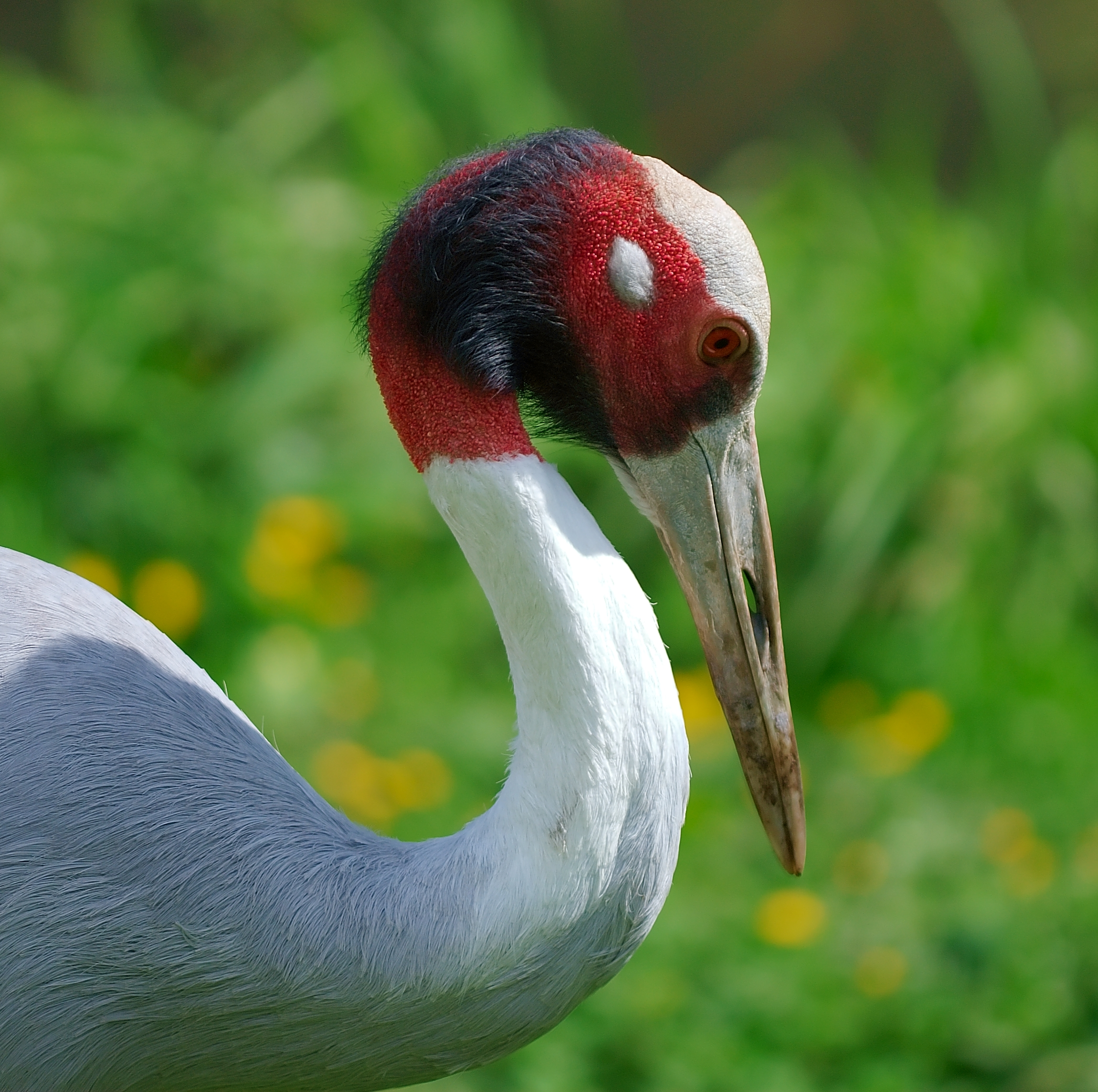
Głowa i szyja żurawia indyjskiego

Obecnie wyróżnia się trzy podgatunki żurawia indyjskiego:
- A. antigone antigone (Linnaeus, 1758) – północne Indie, Nepal, Bangladesz
- A. antigone sharpii (Blanford, 1895) – Mjanma, Kambodża, południowy Laos, południowy Wietnam
- A. antigone gillae (Schodde, Blackman & Haffenden, 1989) – północna i północno-wschodnia Australia (głównie Queensland).

Populację z północnych Filipin (która już wymarła) zaliczono do podgatunku A. a. luzonica Hachisuka, 1940, obecnie zwykle traktowanego jako synonim A. a. sharpii. Badania genetyczne, których wyniki opublikowano w 2020, sugerują, że faktycznie może to być odrębny podgatunek.

## Morfologia
WyglądUpierzenie popielatoszare z prawie nagą głową, której górna część jest biaława, a pozostała część, gardło i górna część szyi w charakterystycznym, czerwonym kolorze. Podgatunek nominatywny ma białą środkową część szyi i lotki trzeciego rzędu; jest największym z podgatunków, sharpii jest mniejszy, a gillae najmniejszy. Tęczówka pomarańczowa.
Żuraw indyjski jest najwyższym z wszystkich gatunków ptaków latających.
Średnie wymiary
- Długość ciała – 152–176 cm[2]
- Rozpiętość skrzydeł – 220–280 cm[2]
- Masa ciała – 6,8–12,2 kg (podgatunek nominatywny), 5,4–8,4 kg (sharpii), 5,2–8,4 kg (gillae)[2]

## Ekologia i zachowanie

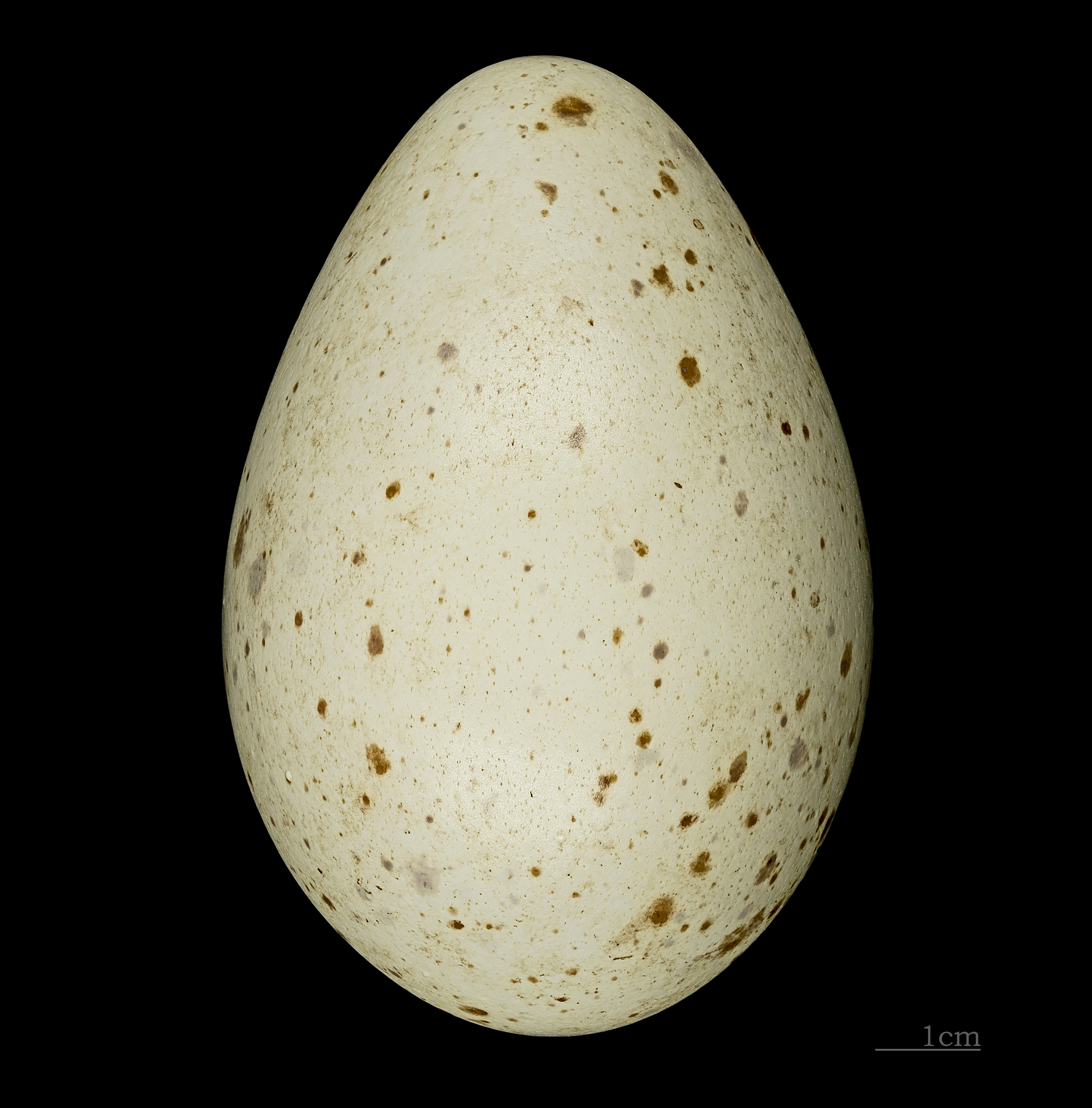
Jajo z kolekcji muzealnej

BiotopTereny podmokłe, przerzedzone lasy.
PożywienieŻywi się małymi gryzoniami, rybami, płazami, dużymi owadami, a także roślinami wodnymi. Żeruje w niewielkich stadach.
RozmnażanieŻurawie indyjskie łączą się ze sobą na całe życie. W okresie godowym para wykonuje charakterystyczny taniec. Gniazdo budują na niewielkich wysepkach, po czym samica składa w nim 2 jaja. Pisklęta usamodzielniają się po 85–100 dniach, dojrzałość płciową uzyskują w wieku 2 lat.

## Status
Międzynarodowa Unia Ochrony Przyrody (IUCN) od 2000 roku klasyfikuje żurawia indyjskiego jako gatunek narażony (VU, Vulnerable). Liczebność populacji w 2005 roku była szacowana na 13–15 tysięcy dorosłych osobników. Trend liczebności populacji uznawany jest za spadkowy.